# ازکیل باسی
ازکیل باسی (انگلیسی: Ezekiel Bassey؛ زادهٔ ۱۰ نوامبر ۱۹۹۶) بازیکن فوتبال اهل نیجریه است.
وی همچنین در تیم ملی فوتبال نیجریه بازی کرده‌است.